# Ancus Marcius

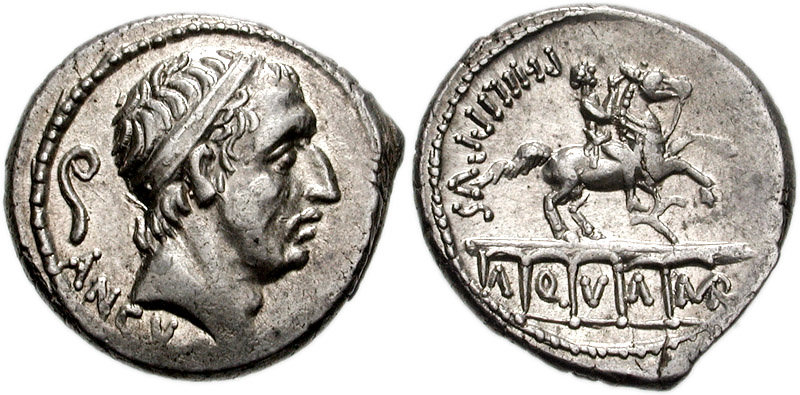
Darstellung des Ancus Marcius, angeblich als Selbstporträt des Lucius Marcius Philippus, der für die Prägung als Münzmeister verantwortlich war (Denar, 1. Jh. v. Chr.); Revers zeigt das von Quintus Marcius Rex (laut Fontinus der einzige Prätor als Bauherr) errichtete Aquädukt.

Ancus Marcius (auch Martius) (* 675 v. Chr. ?; † 616 v. Chr.) ist der mythische vierte König von Rom. Die Historizität seiner Existenz und aller Umstände und Einzelheiten seines Lebens ist wie vieles aus der Römischen Königszeit unsicher.

## Leben
Ancus Marcius war der Enkel des Königs Numa Pompilius und wurde 640 v. Chr. nach Tullus Hostilius zum König (rex) gewählt. Obwohl er, wie sein Großvater, als gerechtigkeitsliebend und religiös galt, führte er einige Kriege, so gegen die Sabiner. Außerdem musste er sein Heer gegen die eigene aufständische Bevölkerung einsetzen, da diese ihn als schwach ansah und stürzen wollte. An der damaligen Mündung des Flusses Tiber ließ er die Hafenstadt Ostia erbauen und verband die Tiberufer in Rom mit einer Pfahlbrücke. Diese Pfahlbrücke galt in der Antike als die erste hölzerne Brücke der Welt.
Er errichtete in der Stadt auch das erste Gefängnis. Ancus Marcius belebte viele Einrichtungen und Gebräuche, die einst sein Großvater eingeführt hatte und die nach dessen Tod in Vergessenheit geraten waren. Er soll außerdem in seiner 24-jährigen Regierungszeit die Macht und Größe Roms stark vermehrt haben. Da er als guter König galt, war er auch in Zeiten der Republik erstaunlich populär: Die Marcier führten sich auf ihn zurück, und auch Gaius Iulius Caesar beanspruchte, von ihm abzustammen.